# Кадиллаки и динозавры
«Кадиллаки и динозавры» (англ. Cadillacs and Dinosaurs) — американско-канадский мультипликационный сериал, созданный Стивеном Э. де Соузой и нарисованный студией мультипликации Nelvana по мотивам комиксов Марка Шульца "Истории Ксенозойской эры" (англ. Xenozoic Tales). Действия разворачиваются в XXVI век и повествуют о жизни человечества и динозавров. Сериал транслировался на экранах с 1993 г. по 1994 г., на канале CBS.
Сериал повествует о жизни Джека Тенрека и его команды отчаянных бойцов - механиков.  Одним из персонажей является Ханна Данди, посол из Васуна, которая нанимает Джека в качестве посредника, в то время как сама пытается наладить прочную связь между своей Землей и современной цивилизацией. Вместе они сталкиваются с серьёзными проблемами, стоящими перед футуристической средой обитания человечества, в которой доисторические животные снова бродят по земле.
У Джека также есть Гермес, малолетний аллозавр, которого Джек вырастил самостоятельно после смерти матери динозавра.
Джек и его команда противостоят Совету управляющих и банде Хаммера Терхуна.

## Персонажи
- Jack Tenrec – Дэвид Кили
- Hannah Dundee – Сьюзэн Роман
- Mustapha Cairo – Брюс Тубб
- Kirgo – Дэвид Фокс

Совет губернаторов:
- Governor Wilhelmina Scharnhorst – Доун Гринхалг
- Governor Dahlgren – Кристина Николл
- Governor Toulouse – Филип Уильямс
- Nock – Дон Дикинсон
- Dr. Fessenden – John Stocker
- Hammer Terhune – Тед Диллон
- Wrench Terhune – Колин О’Мира
- Vice Terhune – Фрэнк Пеллегрино
- Mikla – Ленор Занн

Griths:
- Hobb – Дон Фрэнкс
- Wild Boy –

## динозавры
- Cutter  – Аллоза́вры
- Shivet – Тираннозавр
- Mack – Трицератопс
- Sandbuck – Апатоза́вр
- Tri-colored Sandbuck – Диплодок
- Wahonchuck – Стегозавр
- Whiptail – Нотозавры
- Thresher – Мозазавр
- Zeek  – Птеранодоны
- Bonehead – Пахицефалозавр
- Tree Grazer – Брахиозавр
- Hornbill – Паразауролофы
- Crawler – Анкилоза́вр
- Дейноних
- Велоцираптор
- Диметродо́ны
- Глиптодо́ны
- Пеще́рная гие́на
- Шерстистый мамонт
- Peramus
- Форорак
- Троодон
- Эораптор
- Махайроды
- Компсогнат
- Целофиз
- Струтиомим
- Протоцератопс
- Mixosaurus
- Стегоцерас

## Эпизоды
| Эпизоды | английское название        | Русское название      | Дата премьеры    |
| ------- | -------------------------- | --------------------- | ---------------- |
| 1       | Rogue                      | Бродяга               | 18 сентября 1993 |
| 2       | Dino Drive                 | Перегон               | 25 сентября 1993 |
| 3       | Death Ray                  | Луч смерти            | 2 октября 1993   |
| 4       | Siege                      | Осада                 | 9 октября 1993   |
| 5       | Wild Child                 | Дикое дитя            | 23 октября 1993  |
| 6       | Mind Over Matter           | Разум превыше материи | 6 ноября 1993    |
| 7       | Survival                   | Выживание             | 20 ноября 1993   |
| 8       | It Only Comes Out at Night | Ночное появление      | 27 ноября 1993   |
| 9       | Remembrance                | Воспоминание          | 11 декабря 1993  |
| 10      | Pursuit                    | Преследование         | 18 декабря 1993  |
| 11      | Departure                  | Отъезд                | 14 января 1994   |
| 12      | Duel                       | Дуэль                 | 21 января 1994   |
| 13      | Wildfire                   | Пожар                 | 28 января 1994   |